# Gaston Charlet
Pour les articles homonymes, voir Charlet.
Gaston Charlet, né le 6 avril 1902 à Limoges et mort le 23 décembre 1976 à Limoges, est un homme politique français.

## Biographie
Avocat au barreau de Limoges, Gaston Charlet milite au parti socialiste SFIO dans les années 1930 et entame une carrière politique en étant élu conseiller général de la Haute-Vienne, dans le canton de Limoges-Nord en 1934, et maire adjoint de cette ville l'année suivante. Il devient rapidement un ami très proche du maire, Léon Betoulle.
Engagé dans la résistance, au sein du réseau Libération, il est arrêté en mars 1943, déporté à Mauthausen, puis au bagne de Loibl-Pass, où il reste détenu jusqu'à la fin de la guerre.
Son action dans la période lui vaut la légion d'honneur et la médaille de la résistance.
Revenu en France, il est réélu conseiller général en 1945, puis député à la première constituante, mais ne se représente pas en juin 1946. Réélu député en novembre, il quitte l'assemblée nationale en décembre, lorsqu'il est élu sénateur, mandat qu'il conserve jusqu'en 1958. Au sein du Conseil de la République, il occupe à partir de 1951 la vice-présidence de la commission de la Justice.
Il retrouve par ailleurs son mandat de maire adjoint, toujours auprès de Léon Betoulle, en 1947. Il conserve le poste de premier adjoint jusqu'à la mort de Betoulle, en 1956.
Violemment hostile à toute forme de réarmement de l'Allemagne, il vote contre les accords de Londres et Paris, ce qui lui valut une suspension du parti. Candidat sans faire campagne aux cantonales de 1955, il est battu par le candidat officiel de la SFIO. Il quitte alors le parti, et tente de constituer une fédération socialiste indépendante.
Candidat aux législatives de 1956 sur la liste UDSR, il n'est pas élu mais contribue à l'accès du tête de liste, Roland Dumas, à l'assemblée nationale.
En 1958, il ne se représente pas aux sénatoriales. Par la suite, il rejoint le Parti socialiste autonome, et le suit dans sa transformation en Parti socialiste unifié.
Il n'a cependant plus, dans les années 1960, d'activité politique majeure. Il se consacre alors principalement à son activité littéraire,sous le pseudonyme de Georges Avryl.

## Détail des fonctions et des mandats
Mandats parlementaires
- 1945-1946 : Député de la Haute-Vienne
- 1946-1946 : Député de la Haute-Vienne
- 1946-1958 : Sénateur de la Haute-Vienne

## Décorations
- Médaille de la Résistance française avec rosette (décret du 24 avril 1946)